# Preußenlied
Preußenlied (z niem. Pieśń Prus) – niemiecka pieśń patriotyczna będąca hymnem Królestwa Prus od 1830 do 1840 roku. Ze względu na pierwszy wers tekstu utwór ten znany jest również pod tytułem Ich bin ein Preuße, kennt ihr meine Farben? (Jestem Prusakiem, czy znasz moje barwy?).
Tekst napisał Bernhard Thiersch pod tytułem Preußens Vaterland na urodziny króla Prus Fryderyka Wilhelma III, a muzyka została napisana przez Augusta Neithardta w 1832 roku.

## Tekst
1. Ich bin ein Preuße, kennt ihr meine Farben? 

Die Fahne schwebt mir weiß und schwarz voran; 

daß für die Freiheit meine Väter starben, 

das deuten, merkt es, meine Farben an. 

Nie werd ich bang verzagen, 

wie jene will ichs wagen 

seis trüber Tag, seis heitrer Sonnenschein, 

ich bin ein Preuße, will ein Preuße sein. 

2. Mit Lieb und Treue nah ich mich dem Throne, 

von welchem mild zu mir ein Vater spricht; 

und wie der Vater treu mit seinem Sohne, 

so steh ich treu mit ihm und wanke nicht. 

Fest sind der Liebe Bande, 

Heil meinem Vaterlande! 

Des Königs Ruf dring in das Herz mir ein: 

Ich bin ein Preuße, will ein Preuße sein. 

3. Nicht jeder Tag kann glühn im Sonnenlichte; 

ein Wölkchen und ein Schauer kommt zur Zeit. 

Drum lese keiner mir es im Gesichte, 

daß nicht der Wünsche jeder mir gedeiht. 

Wohl tauschten nah und ferne 

mit mir gar viele gerne; 

ihr Glück ist Trug und ihre Freiheit Schein: 

Ich bin ein Preuße, will ein Preuße sein. 

4. Und wenn der böse Sturm mich wild umsauset, 

die Nacht entbrennet in des Blitzes Glut, 

hats doch schon ärger in der Welt gebrauset, 

und was nicht bebte, war des Preußen Mut. 

Mag Fels und Eiche splittern, 

ich werde nicht erzittern; 

Es stürm, es krach, es blitze wild darein: 

Ich bin ein Preuße, will ein Preuße sein. 

5. Wo Lieb und Treu sich um den König reihen, 

wo Fürst und Volk sich reichen so die Hand, 

da muß des Volkes wahres Glück gedeihen, 

da blüht und wächst das schöne Vaterland. 

So schwören wir aufs neue 

dem König Lieb und Treue! 

Fest sei der Bund! Ja schlaget mutig ein: 

Wir sind ja Preußen, laßt uns Preußen sein. 

6. Und wir, die wir am Ost- und Nordseestrande, 

als Wacht gestellt, gestählt von Wog und Wind, 

wir, die seit Düppel durch des Blutes Bande 

an Preußens Thron und Volk gekettet sind, 

wir wolln nicht rückwärts schauen, 

nein, vorwärts mit Vertrauen! 

Wir rufen laut in alle Welt hinein: 

Auch wir sind Preußen, wollen Preußen sein! 

7. Des Preußen Stern soll weithin hell erglänzen,

des Preußen Adler schweben wolkenan,

des Preußen Fahne frischer Lorbeer kränzen,

des Preußen Schwert zum Siege brechen Bahn.

Und hoch auf Preußens Throne

im Glanz von Friedrichs Krone

beherrsche uns ein König stark und mild,

und jedes Preußen Brust sei ihm ein Schild!